# منمنمة

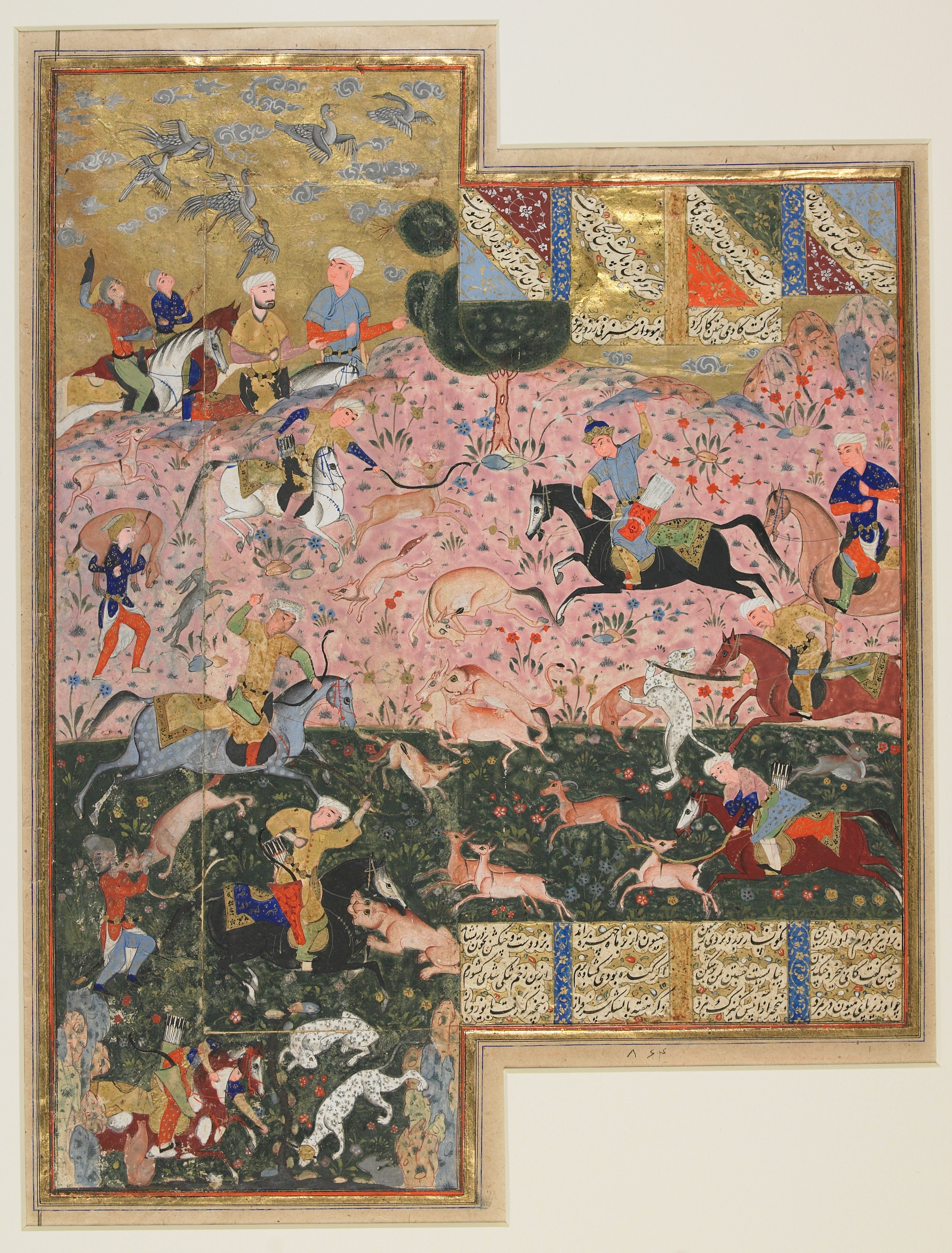
منمنمة فارسية تصور مشاهد صيد بهرام غور

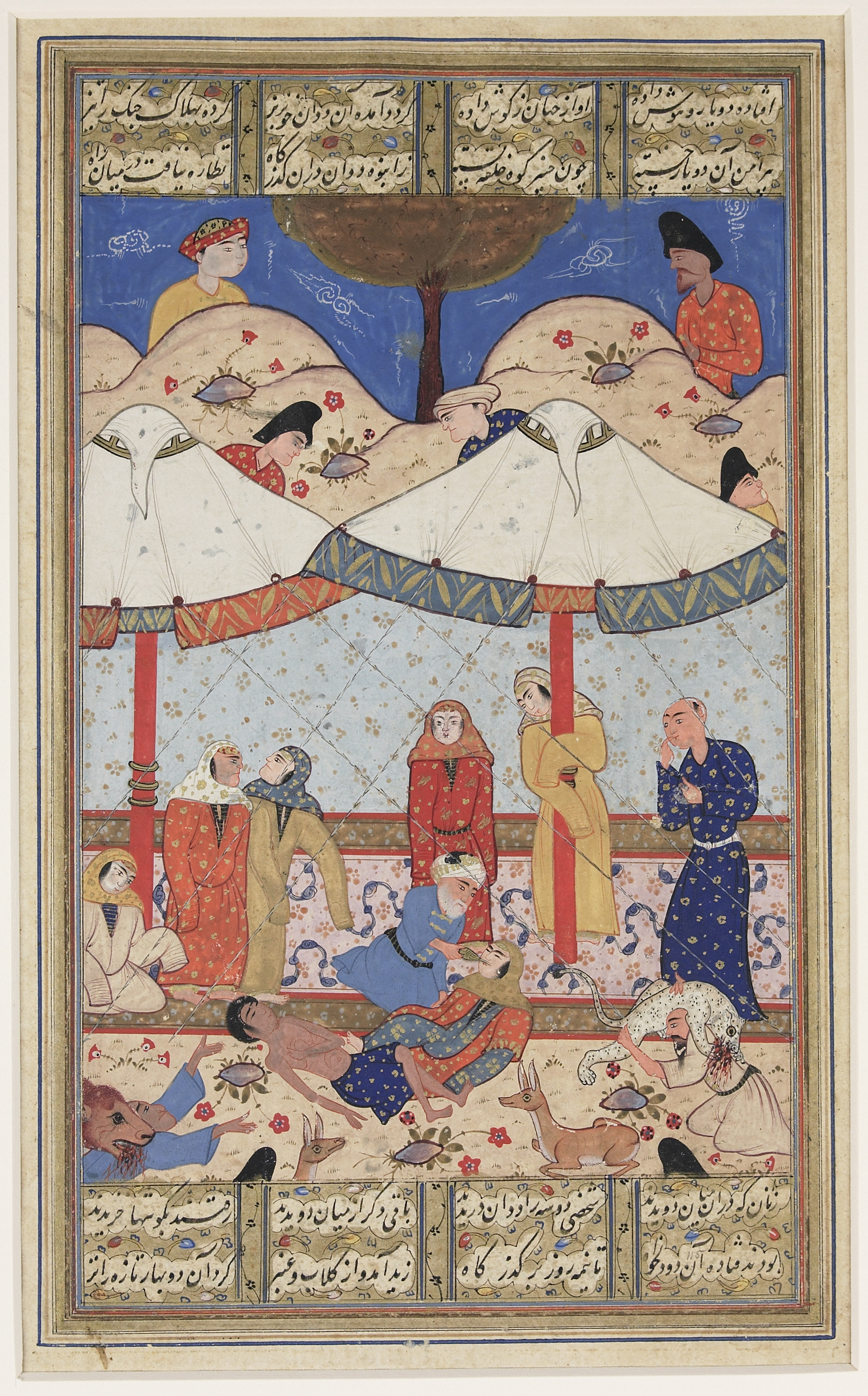
منمنمة فارسية من الشاهنامة تصور ليلى ومجنون

المُنَمْنَمَة هي صورة مزخرفة في مخطوط. وقد اشتهرت بها المخطوطات البيزنطية والفارسية والعثمانية والهندية وغيرها، وتتواجد أقدم منمنمة للمدينة المنورة في العالم بدارة الملك عبد العزيز في الرياض، وهي عبارة عن رسم وصور زخرفية مرسومة على مخطوطة للمدينة المنورة، يعود تاريخها إلى ما قبل 500 عام.

## مدارس في فن المنمنمات

### المدرسة‌ العباسية‌ (بغداد)
يقول‌ بازيل‌ غمري في‌ كتابه‌ (الرسم‌ الإيراني): «يجب‌ أن‌ تبدأ دراسة‌ الرسم‌ الإيراني‌ بالنسخ‌ الخطية‌ للعصر الفارسي‌، والمدرسة‌ العباسية‌ اسم‌ يطلق‌ على النسخ‌ الخطية‌ المذهبة‌ والمزينة‌ بالرسوم‌ التي‌ اهتم‌ بها الخلفاء العباسيون‌ وجمعوها في‌ عاصمتهم‌ بغداد». عرفت‌ إسبانيا هذا الفن‌ لمئات‌ السنين، إلا أن‌ شمال‌ أفريقيا لم‌ يشهد إلا النمط‌ الهابط‌ منه‌. وحين‌ أمسك‌ البرامكة‌ بزمام‌ الامور في‌ الدولة‌ العباسية‌، قدم‌ عدد كبير من‌ الفنانين‌ إلى‌ بغداد ليكرسوا المدرسة‌ التي‌ اشتهرت‌ باسم‌ المدرسة‌ البغدادية‌، والحقيقة‌ أن‌ هذا الموضوع‌ يحتاج‌ إلى‌ دراسة‌ تاريخية‌ موسعة‌، إلا أن‌ المعروف‌ تاريخياً ان‌ الكثير من‌ الآثار القيمة‌ لهذه‌ المدرسة‌ أتلفت‌ في‌ حوادث‌ نهب‌ مكتبات‌ بخارى‌ وسمرقند.
كان‌ الفنانون‌ الإيرانيون‌ من‌ ذوي‌ الذوق‌ الرفيع‌ أول‌ مَن‌ قام‌ في‌ القرون‌ الأولى‌ للهجرة‌ بتذهيب‌ القرآن‌ الكريم‌ وتزيينه‌، وتزيين‌ حواشي‌ الكتب‌ بالنقوش‌ الاسليمية‌ والخطائية‌ وأنواع‌ الزخارف‌. ثم‌ تطور هذا الإبداع‌ فيما بعد وأصبح‌ للنقوش‌ الاسليمية‌ والخطائية‌ أصولها وقواعدها المعروفة‌. توسعت‌ هذه‌ النقوش‌ في‌ عصور السلاجقة‌ والمغول‌ والتيموريين‌، وتجاوزت‌ مجال‌ تذهيب‌ الكتب‌ لتشمل‌ الفسيفساء ونقوش‌ السجاد. بعد ابداع‌ التصاميم‌ والنقوش‌ المعروفة‌، ظهر فن‌ جديد هو رسم‌ الصور والقصص‌، تجلت‌ إرهاصاته‌ في‌ منمنمات‌ المدرسة‌ العباسية‌.
يذكر آرثر اپهام‌ پوپ أن‌ هناك‌ نسخاً لكتاب‌ كليلة‌ ودمنة‌، وكتاب‌ في‌ البيطرة‌ الصيدلة‌ باسم‌ (دماتريا مديكا)/ ومقامات‌ الحريري‌ تحمل‌ رسوماً على‌ نمط‌ منمنمات‌ المدرسة‌ البغدادية‌، وفي‌ سياق‌ الحديث‌ عن‌ المدرسة‌ العباسية‌ (بغداد) يقول‌ بازيل‌ غري‌: «باختصار لا يمكن‌ تحديد تفاوت‌ واضح‌ بين‌ المنمنمات‌ الإيرانية‌ التي‌ أنجزت‌ في‌ العصر العباسي‌ ومنمنمات‌ سائر أنحاء آسيا، ولعل‌ الفرق‌ الوحيد الذي‌ أحدثه‌ الإيرانيون‌ هو الانسجام‌ في‌ أعمالهم‌ إثر حملات‌ المغول‌ على‌ بلادهم‌، ويبدو أنهم‌ كانوا بحاجة‌ إلى‌ هزة‌ شديدة‌ ليكون‌ نبوغهم‌ قادراً على‌ تدجين‌ الفن‌ الجديد وتطييعه‌ بالوافد من‌ الشرق‌ الأقصى».

### المدرسة‌ المغولية
شهدت‌ هذه‌ الحقبة‌ تكاملاً ملحوظاً في‌ فن‌ الرسم‌ وأساليبه‌ التقليدية، فقد كان‌ فن‌ المنمنمات‌ في‌ العصر السلجوقي‌ محافظاً على‌ هويته‌ الإيرانية‌ المحضة‌، بعيداً عن‌ نفوذ الرسوم‌ الصينية‌، وبعد انقراض‌ السلاجقة‌ استطاع‌ الإيرانيون‌ أن‌ يحافظوا ـ بأعجوبة‌ ـ على‌ ثقافتهم‌ التقليدية‌، وحين‌ قدم‌ المغول‌ وقعوا تحت‌ تأثير الثقافة‌ الإيرانية‌، إلا أنهم‌ أثروا كثيراً في‌ المسيرة‌ الفنية‌ التي‌ كانت‌ في‌ سبيلها نحو التكامل‌، فظهرت‌ مراكز ونتاجات‌ فنية‌ جديدة‌ في‌ تبريز وشيراز ومرو.

### مدرسة‌ هيرات‌
أعقب‌ المرحلة‌ المغولية‌ ظهور عهد فني‌ جديد في‌ إيران‌ حمل‌ اسم‌ مدرسة‌ هرات‌، ويطلق‌ عليها أيضاً المدرسة‌ التيمورية‌ أو مدرسة‌ سمرقند وبخارى، إذ كانت‌ هاتان‌ المدينتان‌ مركزي‌ الفنون‌ عصرئذ. يذكر التاريخ‌ أن‌ ثلاثة‌ من‌ خلفاء تيمور اتخذوا من‌ هرات‌ عاصمة‌ لهم‌ واهتموا بالثقافة‌ والفن‌ خلافاً لسيرة‌ جدهم الذي‌ عرف‌ بدمويته‌، وكان‌ هؤلاء السلاطين‌ الثلاثة‌ بايسنقر، شاهرخ‌، حسين‌ بايقرا المؤسسين‌ الحقيقيين‌ لمدرسة‌ هرات‌ التي‌ يعتبرها بعض‌ أساتذة‌ المنمنمات‌ من‌ أبرز مراحل‌ تقدم‌ الرسم‌ في‌ إيران‌، ولعل‌ الأكثر ابداعاً في‌ تلك‌ الفترة‌ هو كمال‌ الدين‌ بهزاد الذي‌ يطلق‌ عليه‌ بعض‌ المستشرقين‌ اسم‌ هراتي‌. بلغ‌ التذهيب‌ والمنمنمات‌ غايتهما في‌ هذه‌ المدرسة‌، وأصبحت‌ هرات‌ مركزاً يستقطب‌ النخبة‌ من‌ فناني‌ ذلك‌ العصر، ولعل‌ أبرز آثار هذه‌ المدرسة‌ كتاب‌ (خمسة‌ نظامي‌) للفنان‌ كمال‌ الدين‌ بهزاد، (گلچين‌) لاسكندر سلطان‌، (شاهنامه‌) لمحمد جركي‌، (بوستان‌ سعدي‌) لبهزاد وغيرها.

### المدرسة‌ الصفوية‌
حين‌ امسك‌ الصفويون‌ بزمام‌ الأمور انتقل‌ مركز الفن‌ في‌ إيران‌ من‌ هرات‌ إلى تبريز، وظهرت‌ بوادر التغيير، فقد اتجه‌ الرسم‌ نحو الطبيعة‌ وخرج‌ من‌ الأطر الضيقة‌ للكتاب‌ إلى الرسوم‌ الجدارية‌، وبرز أساتذة‌ كبار مثل‌ رضا عباسي‌ مؤسس‌ المدرسة‌ الصفوية‌ التي‌ تميزت‌ بوضوح‌ عن‌ المدرستين‌ المغولية‌ والتيمورية‌، وكانت‌ ميزتها الأبرز أنها كانت‌ أكثر رقة‌ من‌ سابقتيها. ومن‌ أبرز رموزها: رضا عباسي‌، خواجه‌ نصير بن‌ عبد الجبار استرآبادي‌، فرخ‌ بيك‌، ميرزا محمد تلميذ الخواجة‌ عبد العزيز وغيرهم‌. وكان‌ لانفتاح‌ إيران‌ على‌ الغرب‌، وبلدان‌ آسيا في‌ العهد الصوفي‌ أثر كبير على فن‌ الرسم‌، أدى‌ إلى‌ ظهور آثار قمية‌ توزعتها المتاحف‌ العالمية‌ والإيرانية‌ ولا شك‌ أن‌ العصر الصفوي‌ يمثل‌ مرحلة‌ جديدة‌ في‌ تاريخ‌ المنمنمات‌ الإيرانية‌.

### المدرسة‌ المعاصرة‌
شهدت‌ السنوات‌ المائة‌ الماضية‌ ازدهاراً في‌ المنمنمات‌ تجي‌ بظهور نتاجات‌ فنية‌ رائعة‌. بدأ عصر الازدهار بعد إنشاء مدرسة‌ كمال‌ الملك‌ عام‌ 1908 وقدوم‌ الأساليب‌ الفنية‌ الأوروبية‌ الحديثة‌ واهتمام‌ الرسامين‌ الإيرانين‌ بها. لصيانة‌ الأساليب‌ الإيرانية‌ من‌ الضياع‌، وتشجيع‌ الفنون‌ الإيرانية‌ التقليدية‌ والصناعات‌ اليدوية‌ الوطنية‌ أنشئت‌ مدرسة‌ فنية‌ أخرى‌ عام‌ 1930 وكان‌ فن‌ النمنمات‌ (المينياتور) من‌ بين‌ الفروع‌ التي‌ شملتها هذه‌ المدرسة‌ إلى‌ جانب‌ فروع‌ الصناعات‌ اليدوية‌ والفنون‌ التقليدية‌ الأخرى، وقد أجرت‌ المدرسة‌ امتحاناً للاختيار قبل‌ بدء الدراسة‌ بعام‌، وكان‌ المشرف‌ على‌ الامتحان‌ حسين‌ طاهر زادة‌ وبهزاد الذي‌ يعد مؤسس‌ الفنون‌ التقليدية‌ المعاصرة‌ في‌ المدرسة‌ الفنية‌ الوطنية‌، وأحد رموز فن‌ المنمنمات‌ في‌ إيران‌، وقد وقع‌ اختياره‌ على‌ ‌ هادي‌ تجويدي‌ ليكون‌ أول‌ أستاذ للمنمنمات‌ في‌ المدارس‌ المعاصرة‌.